# Automatic (Dweezil Zappa album)
A Automatic Dweezil Zappa 2000. november 21-én kiadott szólólemeze.

## A lemez számai
A másként jelölteken kívül minden szám Dweezil Zappa szerzeménye.
1. "Fwakstension" - előadja: Zappa / Terry Bozzio / Scott Thunes – 4:13
2. "Automatic" - előadja: Zappa / Blues Saraceno / Joe Travers / Christopher Maloney – 3:59
3. "Hawaii Five-O" (Morton Stevens) - előadja: Zappa / Joe Travers – 1:52
4. "You're a Mean One Mister Grinch" (Dr. Seuss & Albert Hague) - előadja: Zappa / Ahmet Zappa / Joe Travers – 3:12
5. "Therapy" - előadja: Zappa / Terry Bozzio / Scott Thunes – 2:59
6. "12 String Thing" - előadja: Zappa / Joe Travers / Mark Meadows – 2:46
7. "Secret Hedges" (Zappa) – 2:12
8. "Habanera" (from the opera Carmen by Georges Bizet) - előadja: Zappa / Dick Cinnamon – 1:54
9. "Les Toreadors" (from the opera Carmen by Georges Bizet) - előadja: Zappa / Dick Cinnamon – 2:35
10. "Shnook" - előadja: Zappa / Scott Thunes / Mike Keneally – 2:55
11. "Dick Cinnamon's Office" - előadja: Zappa / Lisa Loeb / Joe Travers / Christopher Maloney - :55
12. "Purple Guitar" - előadja: Zappa / Joe Travers / Mike Keneally – 9:18

## A zenészek
- Blues Saraceno - gitár
- Dweezil Zappa - akusztikus gitár, basszusgitár, szólógitár, hangszerelés, zongora, ének, producer, hangmérnök, Feedback, Flange basszus;
- Lisa Loeb - hangok
- Morgan Ågren - ütőhangszerek, dobok
- Bryan Beller - basszusgitár
- Terry Bozzio - dobok
- Christopher Maloney - basszusgitár
- Bob Clearmountain - mixing
- Mike Keneally - ritmusgitár, Harmony
- Scott Thunes - basszusgitár
- Joe Travers - ütőhangszerek, dobok
- Ahmet Zappa - ének
- Steve Hall - maszterelés
- Jason Freese - Performer